# 日本基督教団神戸教会
日本基督教団 神戸教会（にほんきりすときょうだん こうべきょうかい）は、兵庫県神戸市中央区花隈町にある、日本基督教団兵庫教区神戸地区の教会。

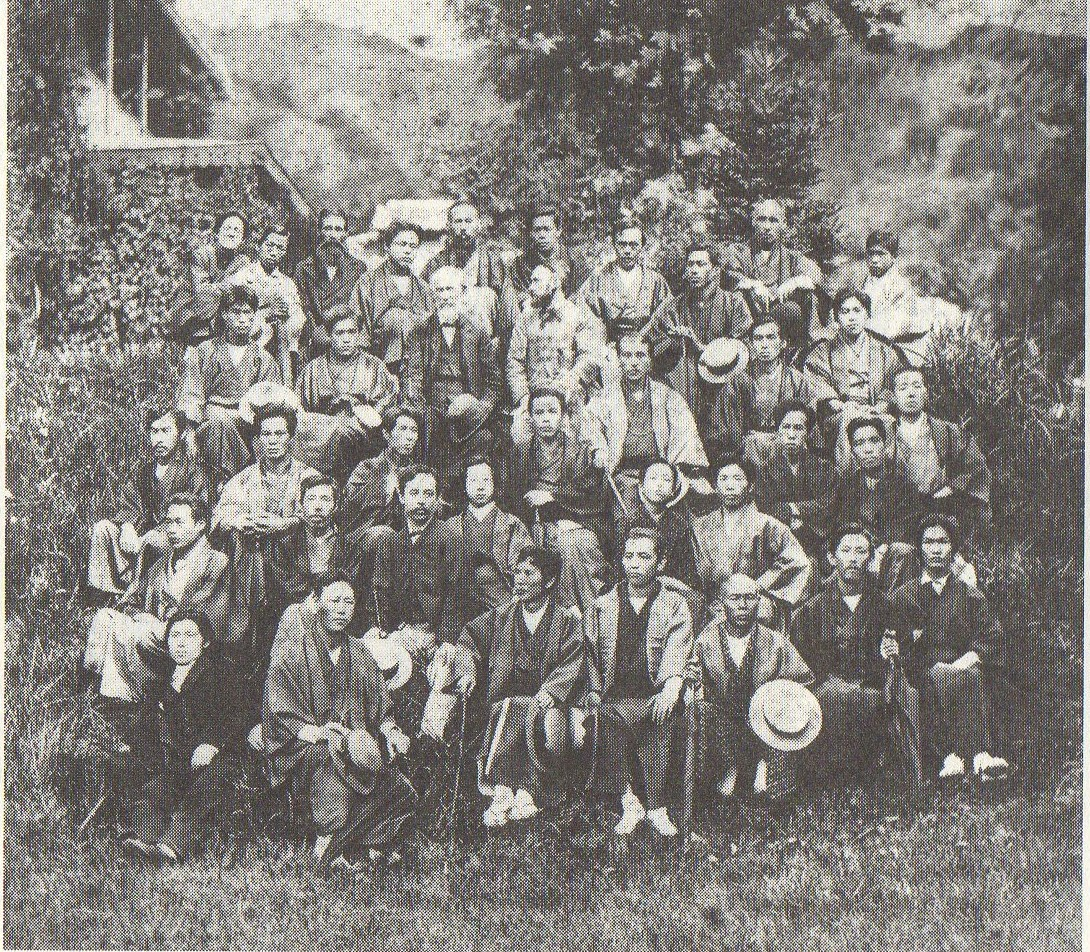
1874年頃の神戸教会の男性会員、この中に村上、今村謙吉、鈴木清、ギューリック宣教師がいると言われる。

1874年（明治7年）4月に、現在の神戸市中央区元町5丁目にて設立された摂津第一公会を起源とする、日本最古級のプロテスタント教会である。宗教団体法に伴う日本基督教団の成立により、日本組合基督教会から1941年に日本基督教団第三部に加入する。
太平洋戦争の末期には 会堂が日本軍に接収され、外壁を黒く塗られており その外見は日本の敗戦後もしばらく続く。
洋画家小磯良平は、当教会員だったことがある。

## 教会堂
1932年に建設されている4代目の会堂で、スクラッチタイル張りの外壁に高い尖塔が聳える。礼拝堂には、パイプ総数1,438本のパイプオルガンを備える。

## 行事
- 主日礼拝 - 毎週日曜日 10：15～11：15
- 聖書研究会 - 第2火曜日 10：15～12：00
- 聖書研究・祈祷会 - 毎週水曜日 19：00～20：00

## 関連団体
- いずみ幼稚園（中央区花隈町）
- 石井幼稚園（兵庫区都由乃町）
- 神戸女学院・頌栄保育学院・神戸YMCAの設立にも、関係している。

## 建築概要
- 設計 - 原科建築事務所
- 竣工 - 1932年
- 構造 - 鉄筋コンクリート造2階建
- 所在地 - 〒650-0013 神戸市中央区花隈町9-16

## 交通アクセス
- 阪急神戸高速線 花隈駅 徒歩2分
- 神戸市営地下鉄山手線 県庁前駅 徒歩2分
- JR神戸線三ノ宮駅 徒歩10分

### 人物
- 松山高吉
- 原田助
- 海老名弾正
- 本間重慶
- 渡瀬常吉
- 小磯良平
- 鈴木清

### 教会
- 日本基督教団三木志染教会
- 日本基督教団神戸栄光教会

### 学校
- 神戸女学院
- 頌栄保育学院
- 同志社

### その他
- 日本基督伝道会社
- 会衆派教会

## ギャラリー

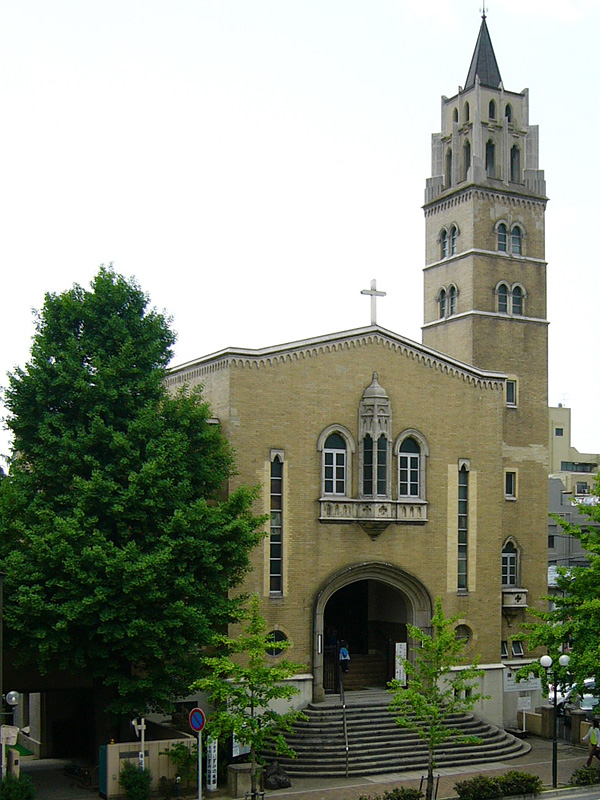
全景
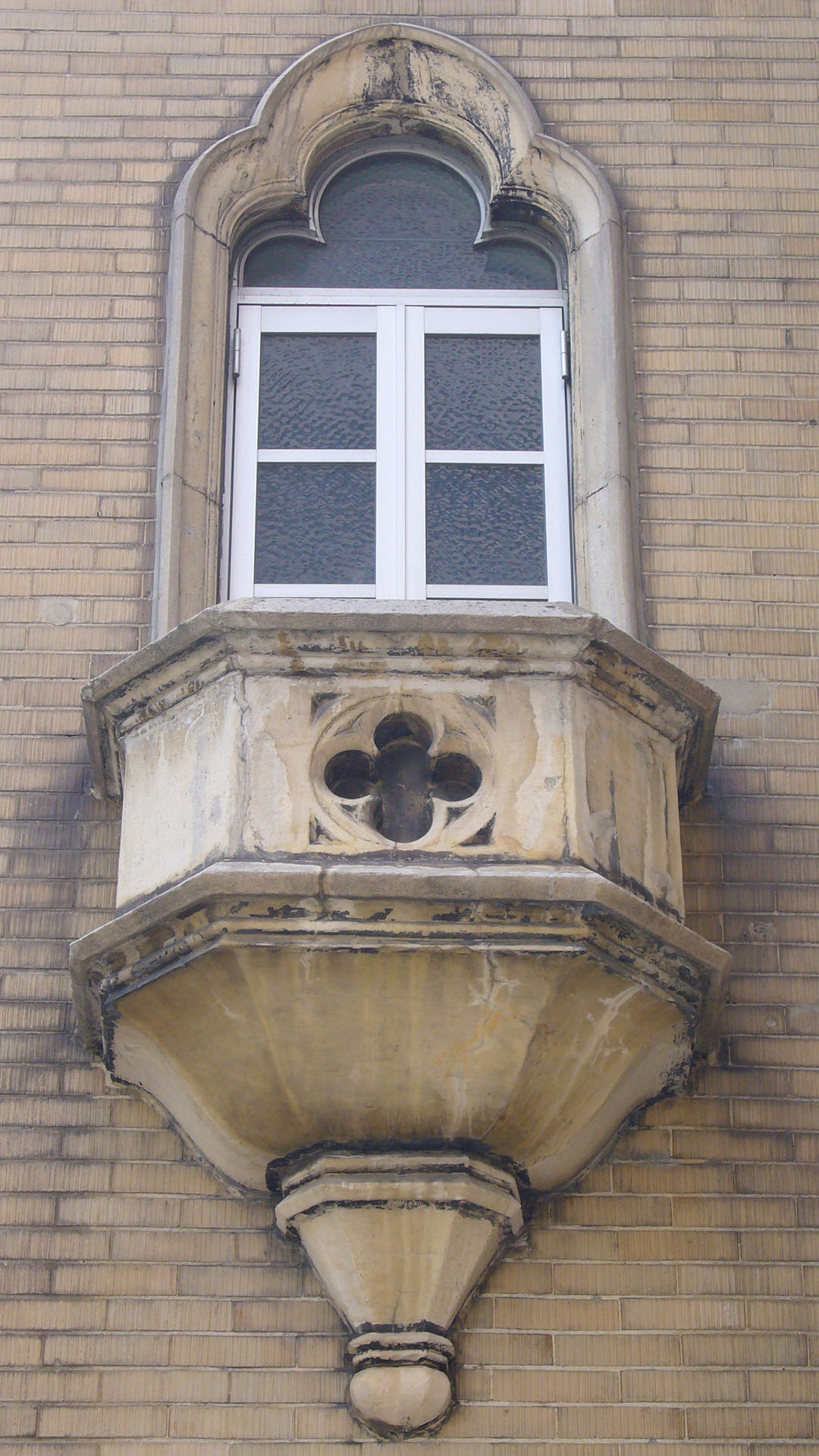
窓
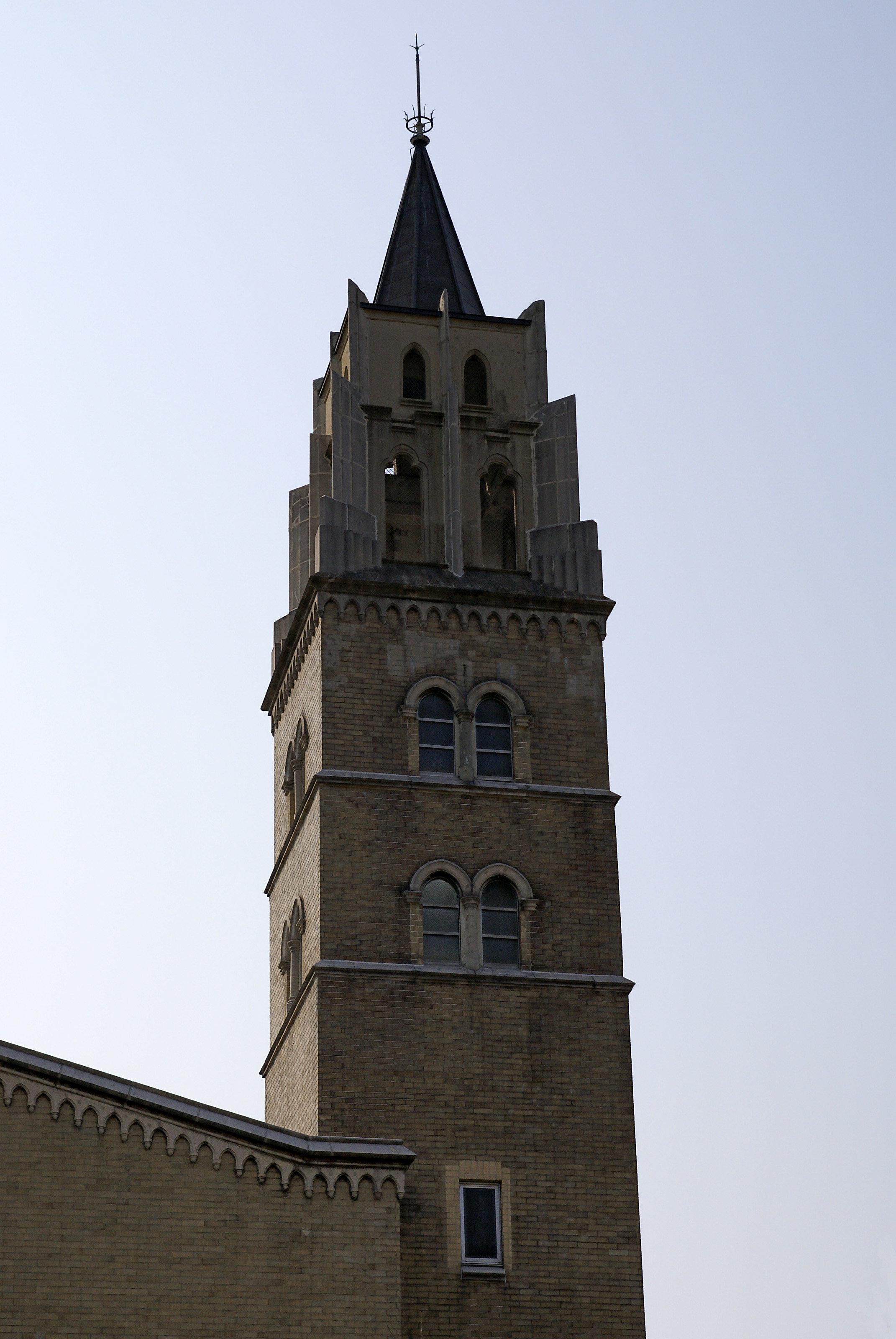
尖塔